# Altymyrat Orazdurdyýew
Altymyrat Orazdurdyýew –en ruso, Алтымурат Ораздурдыев, Altymurat Orazdurdyyev– (1969) es un deportista turcomano que compitió para la Unión Soviética en halterofilia.
Ganó tres medallas de oro en el Campeonato Mundial de Halterofilia entre los años 1989 y 1993, y tres medallas de oro en el Campeonato Europeo de Halterofilia entre los años 1989 y 1991.

## Palmarés internacional
| Representando a la URSS      |                        |                |           |
| Campeonato Mundial           |                        |                |           |
| Año                          | Lugar                  | Medalla        | Categoría |
| 1989                         | Atenas (Grecia)        | Medalla de oro | 75 kg     |
| 1990                         | Budapest (Hungría)     | Medalla de oro | 82,5 kg   |
| Campeonato Europeo           |                        |                |           |
| Año                          | Lugar                  | Medalla        | Categoría |
| 1989                         | Atenas (Grecia)        | Medalla de oro | 75 kg     |
| 1990                         | Ålborg (Dinamarca)     | Medalla de oro | 82,5 kg   |
| 1991                         | Władysławowo (Polonia) | Medalla de oro | 82,5 kg   |
| Representando a Turkmenistán |                        |                |           |
| Campeonato Mundial           |                        |                |           |
| Año                          | Lugar                  | Medalla        | Categoría |
| 1993                         | Melbourne (Australia)  | Medalla de oro | 76 kg     |